# Giuseppe Chiattone
Giuseppe Chiattone (* 21. März 1863 in Lugano; † 2. Februar 1954 ebenda) war ein Schweizer Bildhauer. Er war der jüngere Bruder des Bildhauers Antonio Chiattone und Onkel des Architekten Mario Chiattone.

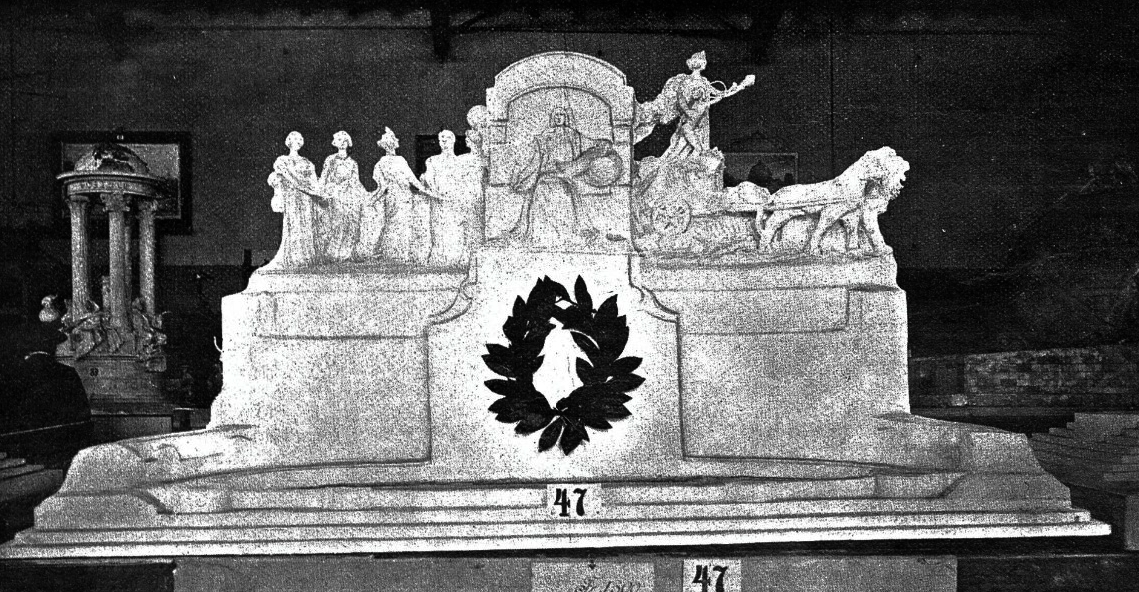
Giuseppe Chiattone: Weltpostdenkmal-Entwurf, Bern, 1903

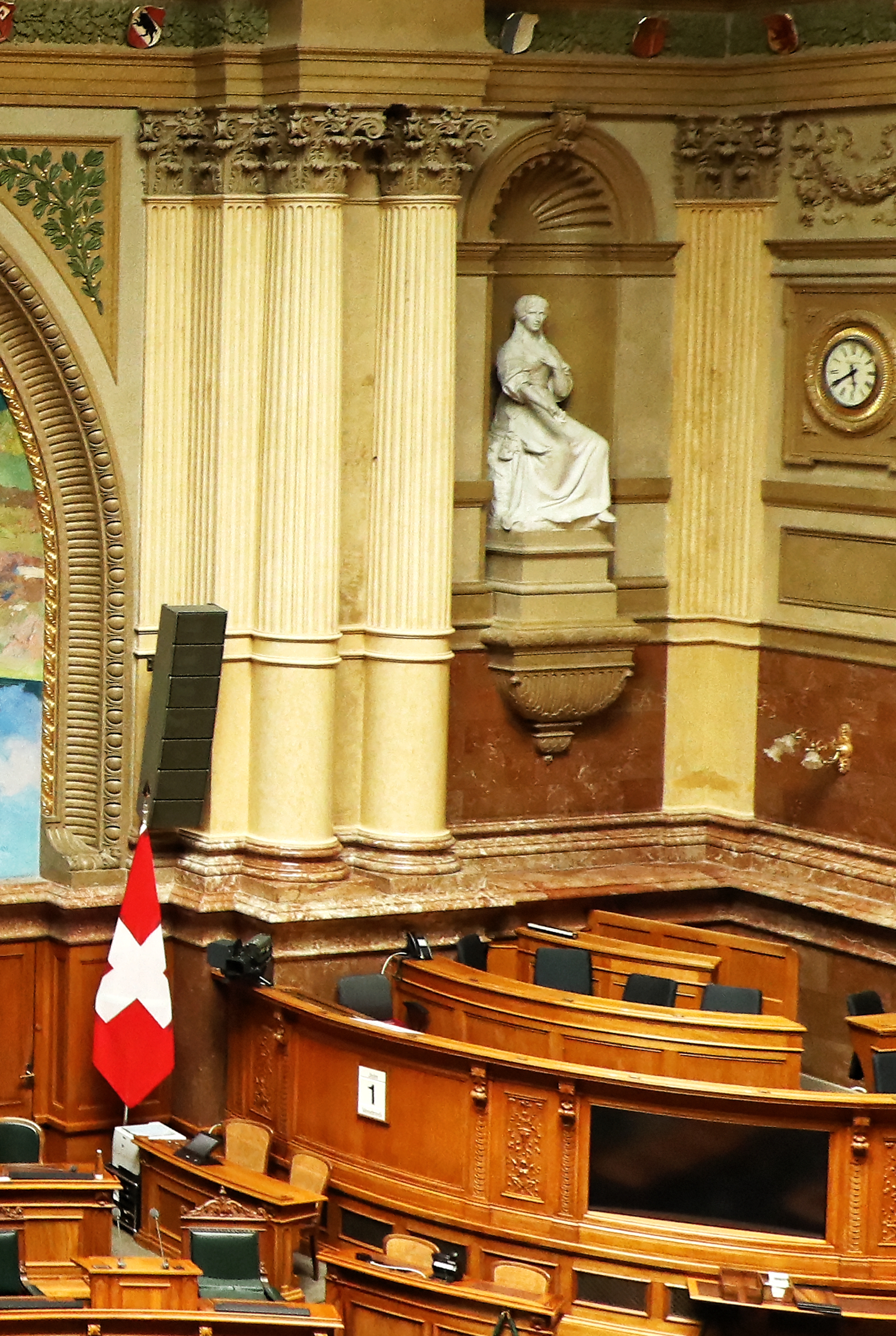
Giuseppe Chiattone: Die Stauffacherin. Nationalratssaal, Bern, 1902.

## Leben
Giuseppe Chiattone liess sich bei der Compagnia di Sant’Anna in Lugano und an der Accademia Albertina in Turin zum Bildhauer ausbilden. Daraufhin war er in Mailand im Atelier seines Bruders Antonio tätig. Beide erlangten vor allem durch Grabmonumente Bekanntheit. 1887 kehrten sie nach Lugano zurück und eröffneten dort ein gemeinsames Atelier. Im Gegensatz zu seinem Bruder blieb sein Wirkungskreis auf die Schweiz und die Grenzgebiete beschränkt.
Von 1900 bis 1902 war Chiattone Mitglied der Eidgenössischen Kunstkommission. In deren Jury war er mitverantwortlich für die Auswahl der Kunstwerke in der Schweizer Sektion der Weltausstellung 1900 in Paris. Chiatttone erhielt für seinen Weltpostdenkmal-Entwurf einen Preis von 1500 Schweizer Franken. Sein bekanntestes Werk schuf im Jahr 1902 für das Bundeshaus in Bern. Es handelt sich dabei um die Statue Stauffacherin (der legendären Frau des Werner Stauffachers) im Saal des Nationalrates.